# Iglesia de San Bartolomé (Olano)
La iglesia de San Bartolomé es un edificio situado en el concejo español de Olano, en la provincia de Álava.

## Descripción
El edificio se encuentra en el concejo español de Olano, del municipio de Cigoitia, perteneciente a la provincia de Álava, en la comunidad autónoma del País Vasco. Se menciona como iglesia parroquial del lugar en el duodécimo volumen del Diccionario geográfico-estadístico-histórico de España y sus posesiones de Ultramar de Pascual Madoz, donde aparece descrita con las siguientes palabras: «igl. parr. dedicada á San Bartolomé y servida por un cura beneficiado con título perpétuo de nombramiento del ordinario». En el tomo de la Geografía general del País Vasco-Navarro dedicado a Álava y escrito por Vicente Vera y López, se dice lo siguiente: «Tiene una parroquia con categoría de rural de segunda, dedicada á San Bartolomé y perteneciente al arciprestazgo de Cigoitia».